# Elsa Kamilewna Chusnutdinowa

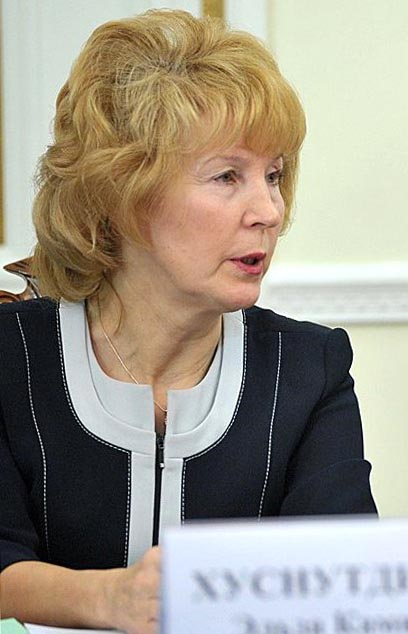
Elsa Kamilewna Chusnutdinowa (2012)

Elsa Kamilewna Chusnutdinowa, geboren Elsa Kamilewna Achijarowa, (russisch Эльза Камилевна Хуснутдинова; * 24. Mai 1954 in Ufa) ist eine sowjetische bzw. russische Populationsgenetikerin und Hochschullehrerin.

## Leben
Elsa Kamilewnas baschkirischer Vater Kamil Achijarow (* 1930) war Direktor einer Landmittelschule. Die Mutter war Biologie-Lehrerin. Als der Vater Prorektor des Birsker Pädagogik-Instituts wurde, zog die Familie nach Birsk um, sodass Elsa Kamilewna dort den Schulbesuch abschloss. Darauf studierte sie an der Baschkirischen Staatlichen Universität (BaschGU) in der Biologie-Fakultät in Ufa. Es folgte 1976 die Aspirantur am Moskauer Medizin-Genetik-Institut der Akademie der Medizinischen Wissenschaften der UdSSR. Sie heiratete Aschat Achmetschanowitsch Chusnutdinow und bekam den Sohn Radmir und später weitere Söhne. Ihr Mann studierte am Plechanow-Institut und arbeitete als Hauswart zur Unterstützung der Familie. Nach dem Abschluss der Aspirantur und erfolgreicher Verteidigung ihrer Dissertation über die Determination verschiedener Organ-Rudimente bei der Drosophila unter dem Einfluss Homöotischer Gene für die Promotion zur Kandidatin der biologischen Wissenschaften 1981 kehrte sie trotz eines Stellenangebots des Medizin-Genetik-Instituts nach Ufa zurück.
Ab 1981 arbeitete Chusnutdina in der Abteilung für Biochemie und Zytochemie des Ufaer Wissenschaftszentrums (UNZ) der Akademie der Wissenschaften der UdSSR (AN-SSSR, seit 1991 Russische Akademie der Wissenschaften (RAN)), die schließlich das Institut für Biochemie und Genetik des UNZ der RAN mit ihr als Direktorin wurde. Nach 13 Jahren gelang die Eröffnung des Laboratoriums für Populationsgenetik zur Untersuchung der Struktur des Genpools der Völker der Wolga-Ural-Region und der Erbkrankheiten und multifaktoriellen Pathologien der Bevölkerung Baschkortostans. Vertretern der Völker aus 5 Generationen wurden Blutproben entnommen, um die DNA zu bestimmen und zu untersuchen. Erstmals wurde molekulargenetisch die Position des uraler Genpools in der Weltverteilung der Genfrequenzen charakterisiert. Im Hinblick auf die Ethnogenese der Baschkiren wurden finno-ugrische, turkische und indoiranische Komponenten gefunden, was die Hypothesen der Ethnographen, Anthropologen und Archäologen bestätigte. Auch wurden hohe Konzentrationen der Gene von Basken und Angelsachsen bei den Baschkiren nachgewiesen. Ein Forschungsschwerpunkt war die molekulare Natur der Erb- und Geburtserkrankungen der Bevölkerung Baschkortostans. Sie verteidigte 1997 ihre Doktor-Dissertation über die molekular-genetische Charakterisierung der Population Baschkiriens und anderer Völker der Wolga-Ural-Region mit Erfolg für die Promotion zur Doktorin der biologischen Wissenschaften 1998. 2002 wurde sie zum Korrespondierenden Mitglied der Akademie der Wissenschaften der Republik Baschkortostan gewählt.
Ein Forschungskooperationsvertrag wurde mit dem Laboratorium für Molekulargenetik des Menschen der Universität München geschlossen. Chusnutdinowa wurde Mitglied der European Society of Human Genetics. Sie untersucht und entwickelt die DNA-Diagnostik zur Früherkennung von Krankheiten in Ufa. Neben ihrer Forschungstätigkeit lehrt sie an der Baschkirischen Universität, der Baschkirischen Pädagogischen Universität und der Baschkirischen Medizinischen Universität. An der Universität für Wissenschaft und Technologie Baschkortostans leitet sie den Lehrstuhl für Genetik und fundamentale Medizin. Sie ist Mitglied des Expertenrats der International Association for the Promotion of Co-operation with Scientists from the New Independent States of the Former Soviet Union (INTAS).

## Ehrungen, Preise
- Verdiente Wissenschaftlerin der Republik Baschkortostan (1999)[1]
- A.-A.-Bajew-Preis der RAN (1999)[1]
- Preis des Koordinierungsrats des Wissenschaftsministeriums der Russischen Föderation (2001)[1]
- Preis des Verlags Nauka für die beste Publikation 2002[1]
- Preis des Russischen Fonds für Grundlagenforschung (RFFI) für Populärwissenschaftliche Literatur (2001, 2003)[1]
- S.-N.-Dawidenkow-Medaille der Russischen Akademie der Medizinischen Wissenschaften (2005)[1]
- Verdiente Wissenschaftlerin der Russischen Föderation (2006)[1]